# Schattengrund – Ein Harz-Thriller

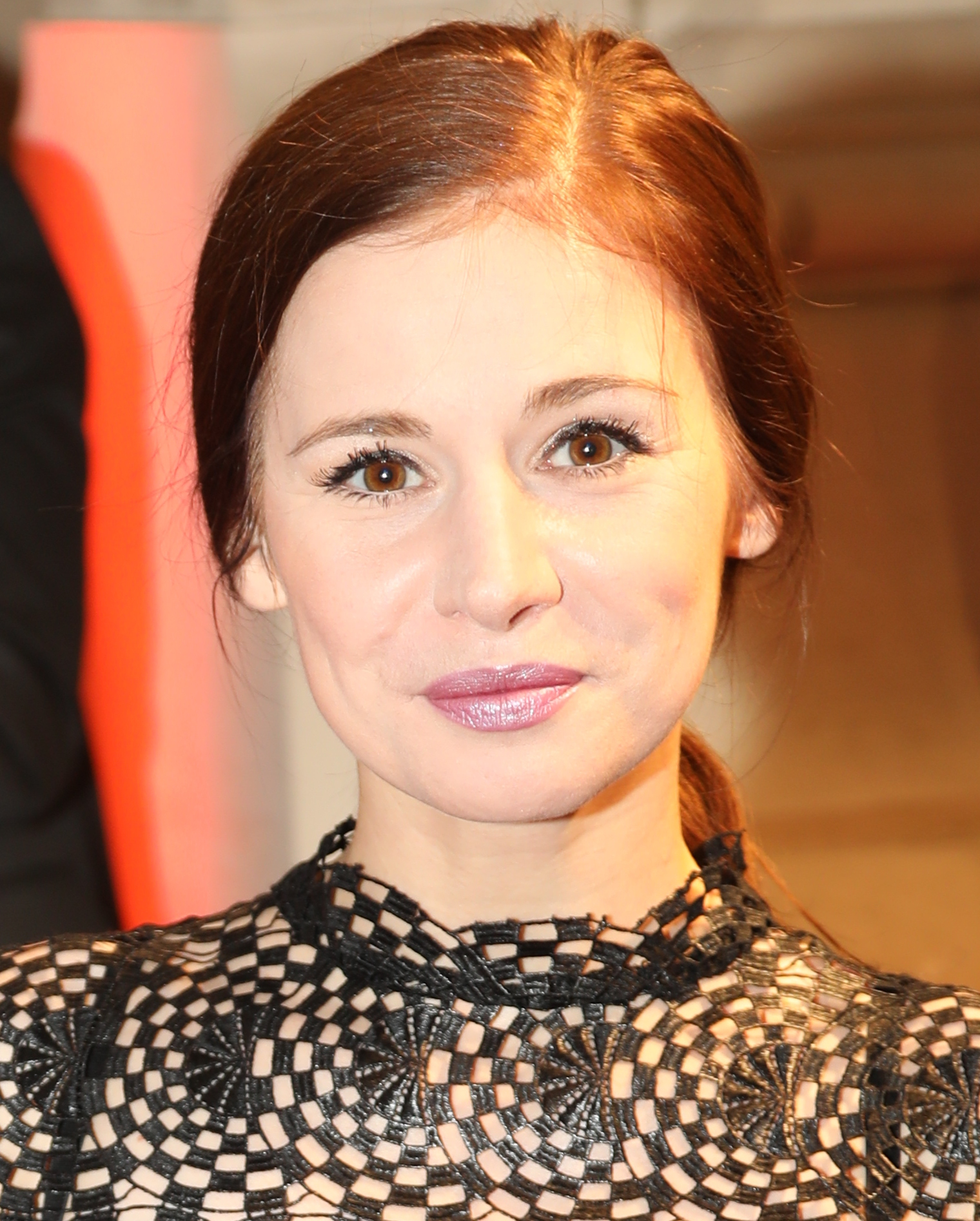
Josefine Preuß spielt in der Hauptrolle Nicola Wagner (Foto von 2017)

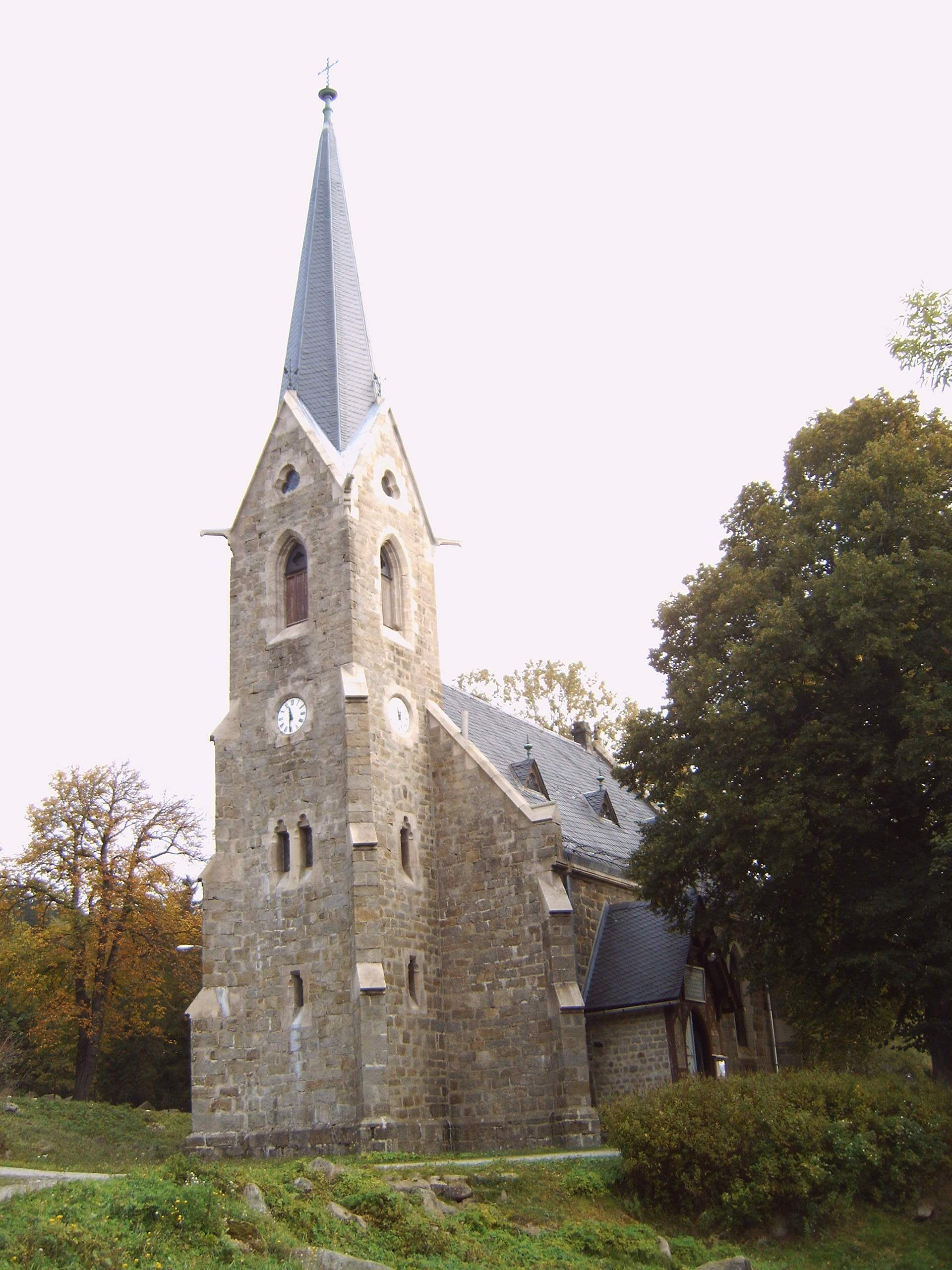
Bergkirche in Schierke, Drehort für den Film

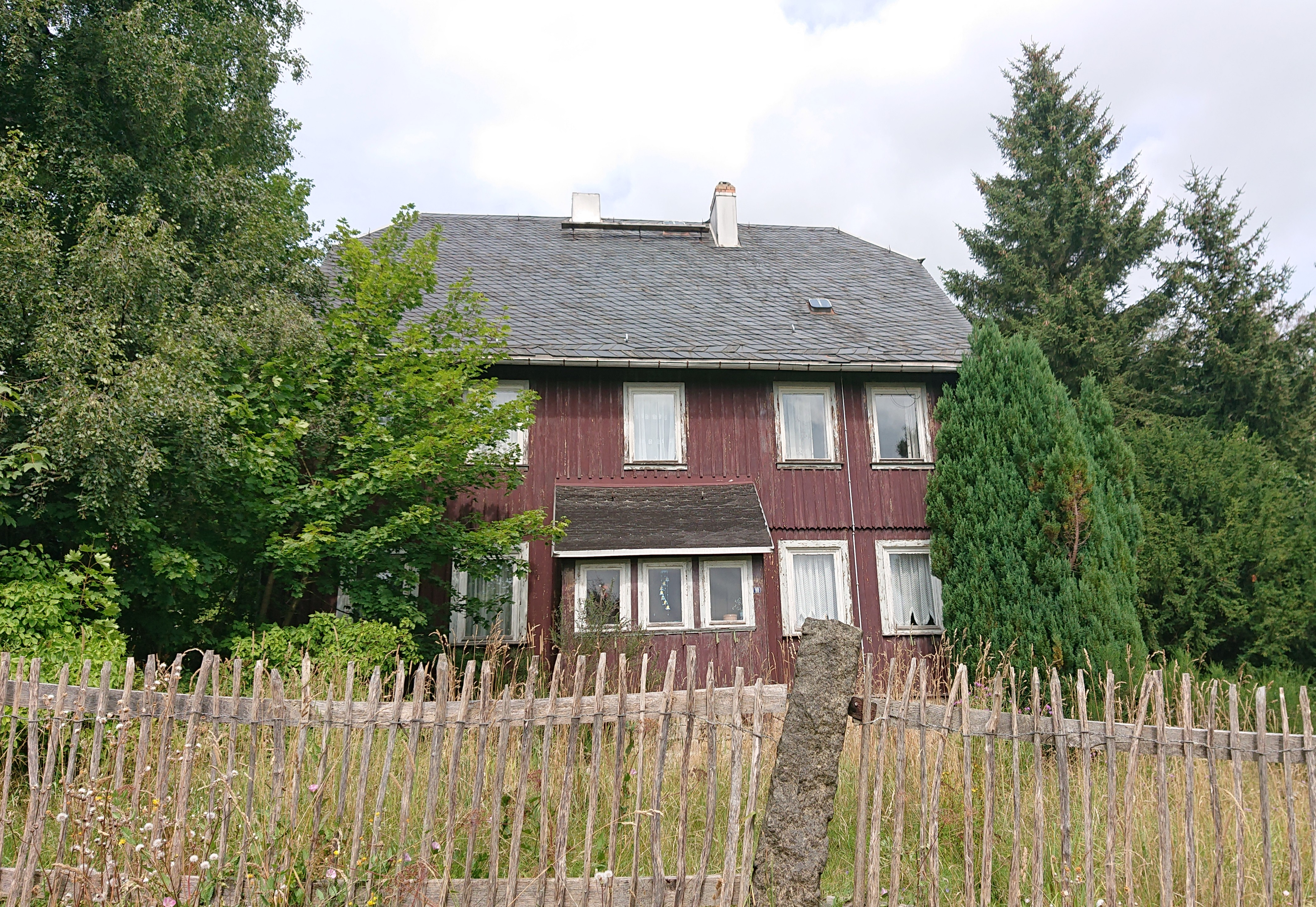
Das geerbte Haus „Schattengrund“

Schattengrund ist ein deutscher Fernsehfilm aus dem Jahr 2018, basierend auf der gleichnamigen Romanvorlage von Elisabeth Herrmann. In der Hauptrolle spielt Josefine Preuß eine Studentin, die sich aufgrund eines Erbes plötzlich Ereignissen in ihrer Vergangenheit stellen muss.

## Handlung
Nicola Wagner ('Nico') erbt von ihrer Tante Kiana neben ein paar Gegenständen überraschend ein Haus (Schattengrund) im Dorf Siebenlehen im Harz. Früher hatte sie in den Ferien dort schöne Tage verbracht. Es scheint aber vor knapp zwanzig Jahren auch etwas Schlimmes passiert zu sein, an das Nico sich allerdings nicht wirklich erinnern kann. Im Brief der Tante steht: „Begrabe die Vergangenheit oder lebe mit ihr […] Es war nie deine Schuld.“
So fährt Nico kurzentschlossen nach Siebenlehen, um sich das Haus anzuschauen. Da die Straßen in den Ort zugeschneit sind, nimmt sie der Einheimische Leon in seinem Wagen mit. Nico erfährt von Leon, dass man sie und ihre Geschichte im Dorf kennt. In Schattengrund findet Nico eine Katze vor, aber auch Gebrauchsspuren menschlicher Herkunft. Sie findet später beim Aufräumen im Haus noch ein Buch ihrer Tante, in welchem jedoch eine Seite fehlt. Nico wollte eigentlich nur kurz bleiben, sie muss sich aufgrund des abgeschnittenen Ortes jedoch für ein paar Tage dort einrichten. Leon kümmert sich in den nächsten Tagen immer wieder um Nico, sei es beim Bewirtschaften von Schattengrund oder aber auch Fragen um die Vergangenheit. Im Dorf wird Nico gemieden und wie eine Aussätzige behandelt, sie erhält beim Bäcker keinerlei Backwaren und auch Kohlenverkäufer Maik weigert sich, ihr Holz zu liefern. Sie wird bedroht, ein Anschlag auf ihr Leben misslingt. Das gefundene Buch wird von jemandem verbrannt. Langsam erfährt Nico, dass sie für den Tod der damals sechsjährigen Fili verantwortlich gemacht wird. Nico und Fili seien damals in einem der kältesten Winter weggelaufen. Während man Nico halberfroren aufgefunden hat und retten konnte, wurde Fili erfroren im Silberstollen entdeckt.
Nico macht sich auf die Suche der Wahrheit. In einem Hotelzimmer, das seit Filis Tod nicht mehr verändert wurde, findet sie die fehlende Seite des Buchs. Darauf ist eine Zeichnung eines schwarzen Mannes neben einem auf dem Bett sitzenden weinenden Kind – Fili. Unter der Matratze des Betts findet sich Blut – Fili muss von jemandem missbraucht worden sein. Von Maik – dem etwas einfach gestrickten, aber gutherzigen Kohlenverkäufer – erfährt sie, dass dieser damals Fili im Stollen gefunden hat und sie mit angebrannten Streichhölzern noch etwas an die Wand gemalt hat. Sie gehen in den Stollen und finden neben der Zeichnung eines schwarzen Mannes das Wort „Papa“. Filis Vater hat sie damals mehrfach missbraucht, weshalb Fili eines Tages weglief und Nico ihr bis in den Stollen folgte. Fili war glücklich, endlich aus der traumatischen Situation geflohen zu sein, niemand könne ihr mehr etwas tun. Nico sah allerdings die Gefahr in der eisigen Kälte und versprach ihr, Hilfe zu holen, sie fand jedoch den Weg nicht mehr zurück. Einige im Dorf wussten von dem Missbrauch, haben aber weggesehen. Kiana hat etwas geahnt und wurde deshalb von Filis Großmutter im Dorf schlecht gemacht. Jetzt bereut diese ihr Schweigen und wünschte sich, sie hätte damals den Mut gehabt, den Nico hat. Filis Vater wird von Polizisten abgeführt.

## Produktion
Gedreht wurde der Film vorwiegend im Harz, wobei das Dorf Siebenlehen nur ein fiktiver Ort ist. Die meisten Szenen, z. B. in der Kirche, wurden in dem Wernigeröder Ortsteil Schierke gedreht, der von Regieassistent Raimond Schultheis aus verschiedenen Orten ausgewählt wurde. Auch die Komparsen kamen aus der Region. Einzelne Szenen wurden in Berlin gedreht. Die Dreharbeiten fanden in der Zeit vom 17. November 2017 bis zum 13. Dezember 2017 statt.
Der Film wurde im Fernsehen erstmals am 10. Dezember 2018 im ZDF ausgestrahlt.

## Rezeption

### Kritiken
Das Lexikon des internationalen Films beschreibt den Film als einen „[m]it Mystery-Elementen wuchernde[n] Krimi, der umständlich und unnötig verschleppt daherkommt und erst gegen Ende an Fahrt gewinnt. Der zumindest ansatzweise stimmungsvollen Atmosphäre steht vor allem die unglaubwürdig zwischen abgeklärter und verschreckter Haltung changierende Heldin entgegen.“
Thomas Gehringer lobt in seiner Filmbesprechung auf tittelbach.tv die Kulisse des Harzes als äußerst stimmungsvoll. Er resümiert: „Schattengrund […] bietet familientauglichen Grusel in stimmungsvoller Winter-Atmosphäre, wenn auch mit etwas angestaubten Effekten. Die Geschichte kommt erst spät in Schwung, und die Umsetzung des Jugendromans als Dorfkrimi im Mystery-Gewand wirkt nicht vollends überzeugend.“ Der Film schwanke etwas unentschlossen zwischen Horrorfilm und Dorfkrimi, in der Gesamtbewertung erhält der Film 3,5 von möglichen 6 Sternen.

### Einschaltquoten
Schattengrund erreichte bei seiner Erstausstrahlung am 10. Dezember 2018 im ZDF 6,36 Millionen Zuschauer, was einem Marktanteil von 20,4 Prozent entsprach. Dies war auch der Tageshöchstwert.